# Hypermestra (Tochter des Thestios)
Hypermestra (altgriechisch Ὑπερμήστρα Hypermḗstra, auch Ὑπερμνήστρα Hypermnḗstra) ist in der griechischen Mythologie die Tochter von Thestios und Eurythemis. Ihre Schwestern sind Althaia und Leda. Mit ihrem Ehemann Oikles hatte sie einen Sohn namens Amphiaraos, der später an der Kalydonischen Jagd und am Kriegszug der Sieben gegen Theben teilnahm.